# Amphilestidae
De Amphilestidae zijn een familie van uitgestorven zoogdieren uit het Mesozoïcum, algemeen beschouwd als eutriconodonten. Ze kunnen een parafyletische of polyfyletische verzameling vormen, hoewel ze met gobiconodontiden hun vergelijkbare tandocclusiepatronen delen en er bijzonder nauw mee verwant kunnen zijn. Ze kwamen voor van het Midden-Jura tot het Cenomanien en hadden een verspreiding over Laurazië.
De vermeende amphilestide Tendagurodon wordt beschouwd als een niet-amphilestide lid van Amphilestheria, samen met de nieuw beschreven Condorodon door Gaetano en Rougier (2012).

## Kenmerken
De Amphilestidae worden, net als sommige andere zoogdieren uit het Mesozoïcum (gegroepeerd als Eutriconodonta), gekenmerkt door drie achter elkaar geplaatste hoektanden op elke kies (wangtand). In tegenstelling tot de Triconodontidae is de middelste slagtand echter veel groter dan de andere twee en ontbreekt de groefachtige verbinding tussen de kiezen. Amphilestes, het gelijknamige geslacht, zou vier snijtanden, één hoektand, vier premolaren en vijf molaren per kaakhelft in de onderkaak hebben gehad. Afgezien van tanden en kaakdelen zijn er geen vondsten van deze dieren bekend, maar de vondsten suggereren een carnivore levensstijl.

## Taxonomie
De schaarse fossielen maken het moeilijk om de Amphilestidae precies af te bakenen en systematisch in te delen. Een tricuspide structuur van de kiezen is ook bekend van talrijke andere zoogdieren uit het Mesozoïcum, maar of deze dieren een natuurlijke groep (Eutriconodonta) vertegenwoordigen of slechts convergente ontwikkelingen zijn, wordt betwist. Hun positie in de systematiek van de zoogdieren is ook onduidelijk, maar ze kunnen een relatief vroege, gespecialiseerde zijtak zijn geweest. Ze zijn niet nauw verwant aan de huidige zoogdieren.
Alleen de geslachten Amphilestes en Phascolotherium, die beide leefden in het Midden-Jura en ontdekt werden door Richard Owen in Engeland, zijn zonder twijfel nauw verwant. Andere geslachten die onder voorbehoud in deze groep worden geplaatst zijn Aploconodon, Comodon en Triconolestes (allemaal uit het Laat-Jura van Noord-Amerika), Liaotherium (uit het Midden-Jura van China) en Tendagurodon, dat werd ontdekt in Tendaguru (Tanzania) en een aanwijzing zou kunnen zijn dat deze dieren ook wijdverspreid waren in het voormalige zuidelijke continent Gondwana.